# The Polydor Years 1986-1992
The Polydor Years 1986-1992 è un boxset del gruppo di rock progressivo britannico The Moody Blues, pubblicato nel 2014 dalla Universal Music Group.

## Tracce

### Disco 1
The Other Side of Life
1. Your Wildest Dreams – 4:50 - (Justin Hayward)
2. Talkin' Talkin' – 3:50 - (Hayward/John Lodge)
3. Rock 'N' Roll Over You – 4:50 - (Lodge)
4. I Just Don't Care – 4:25 - (Hayward)
5. Running Out of Love – 4:25 - (Hayward/Lodge)
6. The Other Side of Life – 6:50 - (Hayward)
7. The Spirit – 4:14 - (Graeme Edge/Patrick Moraz)
8. Slings and Arrows – 4:29 - (Hayward/Lodge)
9. It May Be a Fire – 4:56 - (Lodge)
10. Your Wildest Dreams - Single Version
11. The Other Side of Life - Single Edit
12. Night in white satin - Live at Wembley Arena 1984
13. I'm just a singer (in a rock and roll band) - Live at Wembley Arena 1984
14. Rock 'N' Roll Over You - Live at the Blossom Music Centre, Cleveland 1986
15. The Other Side of Life - Live at the Blossom Music Centre, Cleveland 1986

### Disco 2
The Other Side of Life tour - Live at the Blossom Music Center, Cleveland, 1986
1. Gemini Dream
2. The Voice
3. Tuesday Afternoon
4. Your Wildest Dreams
5. Isn't Life Strange
6. The Story in Your Eyes
7. It May Be a Fire
8. Veteran Cosmic Rocker
9. I'm just a Singer (in a Rock'n'Roll Band)
10. Nights in White Satin
11. Legend of a Mind
12. Question

### Disco 3
Sur La Mer
1. I Know You're Out There Somewhere (Justin Hayward) – 6:37
2. Want to Be With You (Hayward/John Lodge) – 4:48
3. River of Endless Love (Hayward/Lodge) – 4:45
4. No More Lies (Hayward) – 5:13
5. Here Comes the Weekend (Lodge) – 4:13
6. Vintage Wine (Hayward) – 3:38
7. Breaking Point (Hayward/Lodge) – 4:56
8. Miracle (Hayward/Lodge) – 4:56
9. Love Is on the Run (Lodge) – 5:00
10. Deep (Hayward) – 6:50
11. I Know You're Out There Somewhere - Single Edit
12. No More Lies - Radio Edit
13. Question - 1989 Version
14. Isn't life strange - 1989 Version
15. Al Fin Voy A Encontrarte (I Know You're Out There Somewhere) - Spanish version

### Disco 4
Keys of the Kingdom
1. Say It With Love (Justin Hayward)– 3:57
2. Bless The Wings (That Bring You Back) – 5:11
3. Is This Heaven? (Hayward/John Lodge) – 4:04
4. Say What You Mean (Part One and Two)
5. Lean On Me (Tonight) (Lodge) – 4:58
6. Hope And Pray (Hayward) – 5:03
7. Shadows On The Wall (Lodge) – 5:08
8. Once Is Enough (Hayward/Lodge) – 4:03
9. Celtic Sonant (Ray Thomas) – 5:02
10. Magic (Lodge) – 5:11
11. Never Blame The Rainbows For The Rain (Hayward/Thomas) – 4:57
12. Bless The Wings (That Bring You Back) - US Radio Remix
13. Highway
14. Forever Autumn - BBC Radio One 1991 Acoustic Session
15. Say It With Love - BBC Radio One 1991 Acoustic Session
16. Bless The Wings (That Bring You Back) - BBC Radio One 1991 Acoustic Session
17. Never Blame The Rainbows For The Rain - BBC Radio One 1991 Acoustic Session

### Disco 5
A Night at Red Rocks with the Colorado Symphony Orchestra - The Concert Part One
1. Overture  (features excerpts from "Ride My See-Saw", "New Horizons", "Another Morning", "Voices in the Sky", "(Evening) Time to Get Away", "Isn't Life Strange", "Legend of a Mind", "Tuesday Afternoon", and "Nights in White Satin") – 4;53
2. Late Lament – 1:31
3. Tuesday Afternoon – 3:54
4. For My Lady – 4:55
5. Bless the Wings (That Bring You Back) – 5:19
6. Emily's Song – 4:29
7. New Horizons – 5:10
8. Lean on Me (Tonight) – 4:39
9. Voices in the Sky – 3:44
10. Lovely to See You – 4:26
11. Gemini Dream – 4:45
12. I Know You're Out There Somewhere – 5:27
13. The Voice – 5:53

### Disco 6
A Night at Red Rocks with the Colorado Symphony Orchestra - The Concert Part Two
1. Say It With Love – 4:45
2. The Story in Your Eyes – 3:36
3. Your Wildest Dreams – 4:57
4. Isn't Life Strange – 7:16
5. The Other Side of Life – 6:02
6. I'm Just a Singer (In a Rock and Roll Band) – 6:47
7. Nights in White Satin – 6:58
8. Legend of a Mind – 9:02
9. Question – 5:51
10. Ride My See-Saw – 5:04

### Disco 7
A Night at Red Rocks with the Colorado Symphony Orchestra - DVD
1. Overture – 3:03
2. Late Lament – 1:21
3. Tuesday Afternoon (Forever Afternoon) – 4:04
4. For My Lady – 4:51
5. New Horizons – 5:06
6. Lean on Me (Tonight) – 4:56
7. Lovely to See You – 4:19
8. Gemini Dream – 4:20
9. I Know You're Out There Somewhere – 5:23
10. The Voice – 5:18
11. Say It With Love – 3:20
12. The Story in Your Eyes – 3:02
13. Your Wildest Dreams – 4:53
14. Isn't Life Strange – 7:20
15. The Other Side of Life – 6:47
16. I'm Just a Singer (In a Rock and Roll Band) – 6:58
17. Nights in White Satin – 6:49
18. Question – 5:29
19. Ride My See-Saw – 4:50

### Disco 8
The Other Side of Red Rocks - DVD
1. The Red Rocks concert documentary

## Formazione
- Graeme Edge: Batteria, percussioni
- Justin Hayward: Chitarra elettrica ed acustica, voce, Tastiera
- John Lodge: Basso elettrico, chitarra, voce, Tastiera
- Ray Thomas: voce, flauto, percussioni, armonica
- Patrick Moraz: Tastiera - Disco 1-4
- Gordon Marshall: Batteria, percussioni - Disco 5-8
- Paul Bliss: Tastiera - Disco 5-8
- Bias Boshell: Tastiera - Disco 5-8
- June Boyce: Voce - Disco 5-8
- Sue Shattock: Voce - Disco 5-8
- Larry Baird: Conduttore d'orchestra - Disco 5-8
- The Colorado Symphony Orchestra - Disco 5-8